# Список українських слів тюркського походження
Це перелік деяких українських слів тюркського походження.
- чабан: від çoban= пастух
- гайдамака: селянський повстанець 18 ст. в Україні; інше значення - розбійник (шляховий розбійник)[1]
- килим: свід kilim = килим
- кавун: від kavun = диня
- йогурт: від yoğurt = йогурт[2]